# Chicago Fire (seizoen 9)
Dit artikel vat het negende seizoen van Chicago Fire samen. Dit seizoen liep van 11 november 2020 tot en met 26 mei 2021. 
Vanwege de COVID-19-pandemie lagen de opnames tussen november en januari stil. Het verschijnen van de derde aflevering gebeurde op 13 januari 2021. 

## Rolverdeling

### Hoofdrollen
- Jesse Spencer - kapitein Matthew Casey
- Taylor Kinney - luitenant Kelly Severide
- Kara Killmer - paramedicus Sylvie Brett
- David Eigenberg - luitenant Christopher Hermann
- Eamonn Walker - commandant Wallace Boden
- Joe Minoso - reddingswerker Joe Cruz
- Christian Stolte - brandweerman Randy "Mouch" McHolland
- Miranda Rae Mayo - brandweervrouw Stella Kidd
- Alberto Rosende - brandweerman Blake Gallo
- Daniel Kyri - Darren Ritter
- Adriyan Rae - Paramedicus Gianna Mackey

### Terugkerende rollen
- Randy Flagler - reddingswerker Harold Capp
- Anthony Ferraris - reddingswerker Tony Ferraris
- Jon Ecker - luitenant Greg Grainger
- Hanako Greensmith - paramedicus Violet Mikami

## Afleveringen
| Nr. | Aflevering | Titel                       | Regisseur         | Schrijver(s)                             | Selectie gastrollen | Uitzenddatum     |  |
| --- | ---------- | --------------------------- | ----------------- | ---------------------------------------- | --- | ---------------- |  |
| 180 | 1          | Rattle Second City          | Reza Tabrizi      | Derek Haas                               | Marina Squerciati - agente Kim Burgess Garrett Young - Joe Halleck Matt Fletcher - chief Owen Horton Michael David Hammond - Treasure Hunter | 11 november 2020 |  |
| Het uiterste wordt van het personeel gevraagd nu Covid-19 rondwaart. Foster heeft de kazerne verlaten en haar plaats wordt ingenomen door Gianna Mackey, die in het verleden samen opgroeide met Cruz. Na een oproep moeten Brett en Mackey naar een patiënt die een overdosis heeft genomen, en wiens broer het leven van Brett bedreigd met een pistool. Later brengt Brett de nacht door met Casey. Na het redden van het leven van Severide wordt Kidd aangeraden door Boden om over een paar maanden een luitenantexamen te doen. Om de nieuwe toevoegingen van café Molly’s te promoten vraagt Hermann aan Mouch en Ritter om met ideeën te komen. Mackey en Brett horen later dat hun patiënt in het ziekenhuis is overleden, en worden dan later door de broer van de weg gereden wat hun ambulance laat crashen. |            |                             |                   |                                          | |                  |  |
| 181 | 2          | That Kind of Heat           | Reza Tabrizi      | Andrea Newman Michael Gilvary            | Katelynn Shennett - Kylie Estevez Garrett Young - Joe Halleck Sal Amato - beveiliger                                                         | 18 november 2020 |  |
| Na de aanrijding van de ambulance haast het personeel van de brandweerkazerne naar de plaats des onheils. Casey maakt zich grote zorgen om Brett nu hun liefde aan het opbloeien was. Mackey vraagt zich af of ze na het ongeluk wel op de goede plaats is. Kidd zoekt contact met een van haar studentes van het Girls on Fire programma nadat zij niet meer komt opdagen. Ritter brengt zijn leven in gevaar na een oproep waarbij een vrouw op de treinrails is gevallen. Gallo en Ritter krijgen onbedoeld een stapel papierwerk. Severide zet zich extra in om zo een herinnering te redden voordat deze vernietigd wordt. |            |                             |                   |                                          | |                  |  |
| 182 | 3          | Smash Therapy               | Eric Laneuville   | Matt Whitney                             | KeiLyn Durrel Jones - Ken Tim Hopper - kapitein Tom Van Meter Katelynn Shennett - Kylie Estevez                                              | 13 januari 2021  |  |
| Spanningen lopen hoog op tussen Casey en Brett na hun eerste kus, Brett wil dit vergeten terwijl Casey door wil gaan. De capaciteiten van Mouch wordt in twijfel getrokken wanneer de draaitafel op de ladderwagen defect raakt waarbij Casey gewond raakt. Severide helpt een man bij wie zijn oldtimer bijna in brand werd gestoken. Boden ontvangt een nieuwe assistent op zijn kantoor. |            |                             |                   |                                          | |                  |  |
| 183 | 4          | Funny What Things Remind Us | Matt Earl Beesley | Elizabeth Sherman                        | Peter Lawson Jones - Henry Sidwell Sasha Neboga - Sydney McMillan Patrick Blashill - Rutledge Amy Morton - brigadier Trudy Platt             | 27 januari 2021  |  |
| Na een oproep leggen Boden en Severide een onvoorziene connectie met een man die aan dementie lijdt. Mouch wakkert een oude vete weer aan met een collega van een naburige kazerne. Kidd is bang dat Severide meer afstand van haar neemt. In een poging van Brett los te komen keert Casey weer terug naar het datingleven. Gallo redt tijdens een explosie in een kort moment het leven van Mackey. |            |                             |                   |                                          | |                  |  |
| 184 | 5          | My Lucky Day                | Reza Tabrizi      | Michael Gilvary Andrea Newman Derek Haas | Baize Buzan - Holly Brian King - Trevor Kincaid                                                                                              | 3 februari 2021  |  |
| Tijdens een bezoek in een hoog flatgebouw komen Hermann, Cruz en twee burgers vast te zitten in een lift, en dan breekt ook een van de kabels van de lift. Hermann ontdekt dan ook tot overmaat van ramp dat de communicatie met de kazerne is verbroken. Om de rust te bewaren in de lift vertellen Hermann en Cruz aan hun metgezellen verhalen over hun privéleven. |            |                             |                   |                                          | |                  |  |
| 185 | 6          | Blow This Up Somehow        | Matt Earl Beesley | Andrea Newman Michael Gilvary            | Katelynn Shennett - Kylie Estevez Tiffani Ntanos - Hannah Nick Wren - Evan Teagan Earley - Cammy                                             | 10 februari 2021 |  |
| Na een foute beslissing die Gallo maakte tijdens een telefoongesprek met een vrouw die onder de benzine zit, wordt Casey gedwongen om hem een straf op te leggen. Wanneer een dosis fentanyl bij een slachtoffer niet de gewenste resultaat geeft, stijgt op het hoofdbureau het vermoeden dat Mackey drugs vanuit de ambulance ontvreemd. Kidd vraagt zich nog steeds af hoe de relatie tussen haar en Severide zit, nu hij haar blijft buitensluiten. Mouch krijgt vermoedens dat Cruz iets voor hem verbergt, en Cruz moet zich inhouden dat hij een baby krijgt. |            |                             |                   |                                          | |                  |  |
| 186 | 7          | Dead of Winter              | Brenna Malloy     | Kimberly Ndombe                          | Kristen Gutoskie - Chloe Samantha Ashley - Vanessa Joe Coots - Big Jim                                                                       | 17 februari 2021 |  |
| Casey en Severide onderzoeken een mogelijke brandstichting op een daklozenkamp, dit omdat een van de bewoners overleed aan complicaties na de brand. Ritter helpt een jonge dakloze van het kamp een handje. Cruz onthult op de kazerne dat hij een baby krijgt, en tegelijkertijd snijdt tijdens een uitruk een stuk metaal zijn gezicht open. Brett heeft romantische interesse in een brandweerman van een andere kazerne. Gallo en Mackey bespreken hun laatste romantische ontmoeting. |            |                             |                   |                                          | |                  |  |
| 187 | 8          | Escape Route                | Matt Earl Beesley | Neil McCormack                           | Jon-Michael Ecker - Greg Grainger Michael Devine - mr. Heglund Brady Hepner - Dylan                                                          | 10 maart 2021    |  |
| Het professionele leven van Severide achtervolgt hem tijdens een telefoongesprek met betrekking tot een huisbrand dat veroorzaakt werd door een defecte koelkast. Dit gebeurde hem een aantal jaar geleden ook wat hem toen bijna het leven kostte. Terwijl Hermann van zijn vakantie geniet ontdekt Casey dat zijn vervanger degene is met wie Brett aan het daten is, en dit wekt zijn jaloezie op. Cruz roept iedereen op de kazerne op om samen met hem het volgende geweldige idee te bedenken na het succes van Slamigan. |            |                             |                   |                                          | |                  |  |
| 188 | 9          | Double Red                  | Reza Tabrizi      | Derek Haas                               | Nicole Forester - Christie Nick LaMedica - Dave Diggins James Vincent Meredith - chief Zamos                                                 | 17 maart 2021    |  |
| Na een auto-ongeluk raakt Casey met een dronken autobestuurder in gevecht, en als de bestuurder wegrijdt krijgt Casey een klap op het hoofd. Later onthult Casey dat hij in 2013 een MRI-scan heeft ondergaan na een ander hoofdletsel, waarbij de resultaten aangaven dat zijn herinneringen konden verslechteren. Op dezelfde tijd keert de zus van Casey terug in Chicago, en vraagt hem om met haar mee te gaan om te zien wat hun overleden oom hun heeft nagelaten. Mouch, Mackey, Ritter en Gallo volgen samen een training, en Mackey krijgt dan een aanbod om op een andere kazerne te komen werken met betere carrièrekansen. Tot ontsteltenis van Severide is Kidd bezig om een grote verrassing voor hem te organiseren.                                                                                      |            |                             |                   |                                          | |                  |  |
| 189 | 10         | One Crazy Shift             | Milena Govich     | Ashley Cooper                            | Sarah Charipar - Marcy Heimark J. Nicole Brooks - deputy commandant Gloria Hill Nick Gehlfuss - Will Halstead                                | 31 maart 2021    |  |
| Na een reeks branden in wasmachines en drogers in lokale wasserettes zoeken Casey en Severide de fabrikant van het wasmiddel op dat mogelijk de oorzaak is van de branden. Casey ondervindt nog steeds de gevolgen van zijn hoofdverwonding. Brett is op zoek naar een nieuwe collega na het vertrek van Mackey, en vindt tot ongenoegen van Gallo een tijdelijke opvulling van een andere kazerne. Gallo uit zijn zorgen aan Casey om zijn hoofdwind, en krijgt Casey geeft als antwoord een knipoog. Na een reeks ongewone incidenten begint Kidd ervan overtuigd te raken dat ze onheil te wachten staat voor haar luitenantsexamen. Mouch vraagt Gallo en Ritter om hulp wanneer er een auditie komt voor een doedelzakband.                                                                                          |            |                             |                   |                                          | |                  |  |
| 190 | 11         | A Couple Hundred Degrees    | Brenna Malloy     | Andrea Newman Michael Gilvary            | Chris McGarry - chief Gary Mercer Jennie Moreau - Patty Nick Gehlfuss - Will Halstead Norm Boucher - Ronnie                                  | 7 april 2021     |  |
| Brett en Violet reageren op een oproep in een bakkerij waarbij een man zijn arm heeft gebroken na een valpartij van een trap, en een omstander blijft druk op hen zetten om zijn toestand. Later ontdekken zij dat de omstander een concurrent van het slachtoffer is, en dat hij probeert zijn rivaal voor een lange tijd uit te schakelen. Severide neemt een moeilijke beslissing tijdens het geven van een les aan de brandweerschool, nadat hij erachter kwam dat een rekruut de protocollen niet opvolgde. Brett maakt zich zorgen om de gezondheid van Casey. Hermann zorgt voor een blinddate voor Ritter. |            |                             |                   |                                          | |                  |  |
| 191 | 12         | Natural Born Firefighter    | Eric Laneuville   | Matt Whitney                             | Chris Mansa - Mason J. Nicole Brooks - deputy commandant Gloria Hill James Earl Jones II - dr. Carmen                                        | 21 april 2021    |  |
| Op advies van Brett en Gallo gaat Casey naar de dokter voor een MRI-scan, om zijn hoofdverwondingen na laten kijken. Hij wordt nu wel bang voor de eventuele resultaten, en dat dit effect kan hebben op zijn baan. Hermann en Kidd willen een jongen helpen die brandweerman wil worden, maar ontdekken dan dat hij een criminele achtergrond heeft. Gallo en Ritter besluiten Mouch te helpen met zijn commissie dat jonge mensen zoekt voor de brandweer. Brett krijgt twijfels over haar relatie met Greg. Boden gaat op oorlogspad met degene die zijn parkeerplaats inpikt. |            |                             |                   |                                          | |                  |  |
| 192 | 13         | Don't Hang Up               | Reza Tabrizi      | Derek Haas                               | Melissa Ponzio - Donna Robbins Katelynn Shennett - Kylie Estevez Zuri Starks - Aliyah Ward                                                   | 5 mei 2021       |  |
| Stella wordt in een moeilijke situatie geplaatst na een telefoontje van een jonge vrouw die vertelt dat zij in gevaar is, en dat zij en haar broer op het punt staan vermoord te worden door bendeleden. Na de testresultaten van Casey groeit er een afstand tussen hem en Brett. Donna, de vrouw van Boden, is gedwongen om haar zoom klas op de kazerne te houden, dit omdat de wifi thuis belabberd is. |            |                             |                   |                                          | |                  |  |
| 193 | 144        | What Comes Next             | Eric Laneuville   | Elizabeth Sherman                        | John Patrick Hayden - Pete Walter Briggs - Joaquin Guy Van Swearingen - chief Ralph Conway                                                   | 12 mei 2021      |  |
| Wanneer er zwavelzuur wordt gevonden na een brand in een dierenvoedingsfabriek gaan Severide en Casey op onderzoek uit. Brett weet niet wat ze met haar kat moet doen. Severide vertrouwt Casey toe dat hij overweegt Kidd ten huwelijk te vragen. Casey overweegt zijn opties met Brett. Kidd wacht op de uitslag van haar luitenantsexamen. De ambulance moet naar een oproep van een man bij wie iets in de mond vastzit. Boden draagt Gallo en Ritter de verantwoording toe om de jaarlijkse garageverkoop op de kazerne te regelen. Kidd hoort dan eindelijk het verlossende woord, zij is geslaagd voor haar examen. |            |                             |                   |                                          | |                  |  |
| 194 | 15         | A White-Knuckle Panic       | Reza Tabrizi      | Andrea Newman Michael Gilvary            | Kristen Gutoskie - Chloe Ben Davis - Mark Newcomb Robyn Coffin - Cindy Herrmann                                                              | 19 mei 2021      |  |
| Boden, Severide en Casey worden in een ongemakkelijke situatie gebracht wanneer zij de toekomst van Stella bespreken nu zij is gepromoveerd tot luitenant. Severide begint te twijfelen om Kidd ten huwelijk te vragen nadat zij zegt niet meer te willen trouwen, maar later tijdens een brand zegt zij toch ja op zijn huwelijksaanzoek. Mikami, Gallo en Ritter plannen een ceremonie voor Mouch nadat hij een medaille heeft gekregen voor heldenmoed. Casey stort zijn emoties uit over zijn gevoelens voor Brett. |            |                             |                   |                                          | |                  |  |
| 195 | 16         | No Survivors                | Lisa Robinson     | Derek Haas                               | Katelynn Shennett - Kylie Estevez Mark David Kaplan - Pat Conner Ann Waterman - Mazie                                                        | 26 mei 2021      |  |
| Boden overweegt om Kazerne 51 te verlaten om plaatsvervangend districtshoofd te worden, of om Kidd naar een andere kazerne te overplaatsen. Nadat Severide zijn verloving met Kidd openbaar heeft gemaakt, vraagt hij Casey om zijn getuige te zijn. Brett ontwijkt Casey nadat hij zijn gevoelens voor haar heeft bekendgemaakt, en later kussen zij elkaar als zij bekent ook gevoelens voor hem te hebben. Een mysterieuze vreemdeling komt op bezoek op de kazerne. Severide en de rest van zijn team raken in levensgevaar nadat zij opgeroepen werden bij een gekapseisde boot. |            |                             |                   |                                          | |                  |  |